# Handelsministerium der Vereinigten Staaten
Das Handelsministerium der Vereinigten Staaten (englisch United States Department of Commerce, DOC) ist Teil der Bundesregierung und kümmert sich um die Belange der Wirtschaft – mit dem Ziel, deren Wachstum zu fördern. Die Behörde wurde am 14. Februar 1903 ursprünglich als Ministerium für Handel und Arbeit gegründet. Im Jahre 1913 wurde der Bereich „Arbeit“ jedoch in das heute selbständige Arbeitsministerium ausgegliedert.

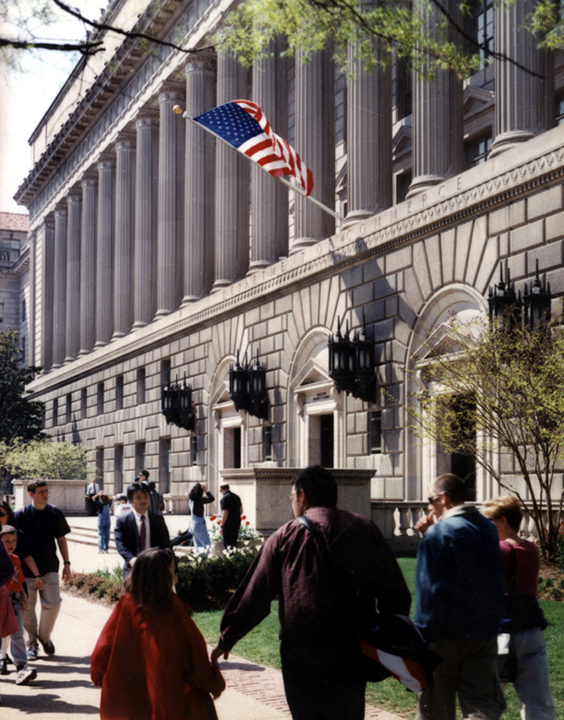
Eingang des Hoover Building

## Organisation
Der Auftrag des Handelsministeriums ist die Schaffung von Arbeitsplätzen sowie die Sicherung des Lebensstandards für alle Bürger der Vereinigten Staaten durch Aufbau der notwendigen Infrastruktur. Auf dieser Basis soll ökonomischer Wachstum, Wettbewerbsfähigkeit und eine dauerhaft positive Entwicklung sichergestellt werden. Hierzu sammelt die Behörde ökonomische und demografische Daten durch das Amt für Volkszählung, um wirtschaftliche und politische Entscheidungen zu ermöglichen. Das Handelsministerium vergibt Patente, die Rechte für Trademarks (Schutzmarken) und hilft bei der Umsetzung sowie Einführung von Industriestandards (Norm).
Rund 36.000 Mitarbeiter sind für die Behörde tätig, welche vom United States Secretary of Commerce, dem Handelsminister, geleitet wird. Sitz der Behörde ist das Herbert C. Hoover Building, ein Verwaltungsgebäude im Federal Triangle nur wenige Meter vom Weißen Haus entfernt.

## Ministersituation 2011–2013
Nachdem John Bryson sein Amt des Handelsministers im Juni 2012 niedergelegt hatte, war das Handelsministerium in der Schwebe. Von Juni 2012 bis Ende Mai 2013 leitete die unter Bryson stellvertretende Handelsministerin Rebecca Blank das Ressort kommissarisch als sog. Acting Secretary of Commerce weiter. Am 2. Mai 2013 wurde die Hyatt-Erbin Penny Pritzker von Präsident Barack Obama als neue Handelsministerin nominiert.
Da Rebecca Blank am 31. Mai Kanzlerin der Universität von Wisconsin-Madison wurde und der Senat die Nominierung Pritzkers noch nicht bestätigt hatte, fand Präsident Obama in Cameron Kerry, dem Bruder von US-Außenminister John Kerry, eine zwischenzeitliche Lösung. Kerry leitete vom 1. bis zum 25. Juni das Handelsministerium – erneut nur kommissarisch.
Am 25. Juni 2013 bestätigte der US-Senat Pritzkers Nominierung als Handelsministerin mit 97:1 Stimmen. Am darauffolgenden Tag, dem 26. Juni, wurde der neuen Ministerin der Amtseid abgenommen. Cameron Kerry nahm den Posten des General Counsel im Handelsministerium an.

## Unterstellte Behörden

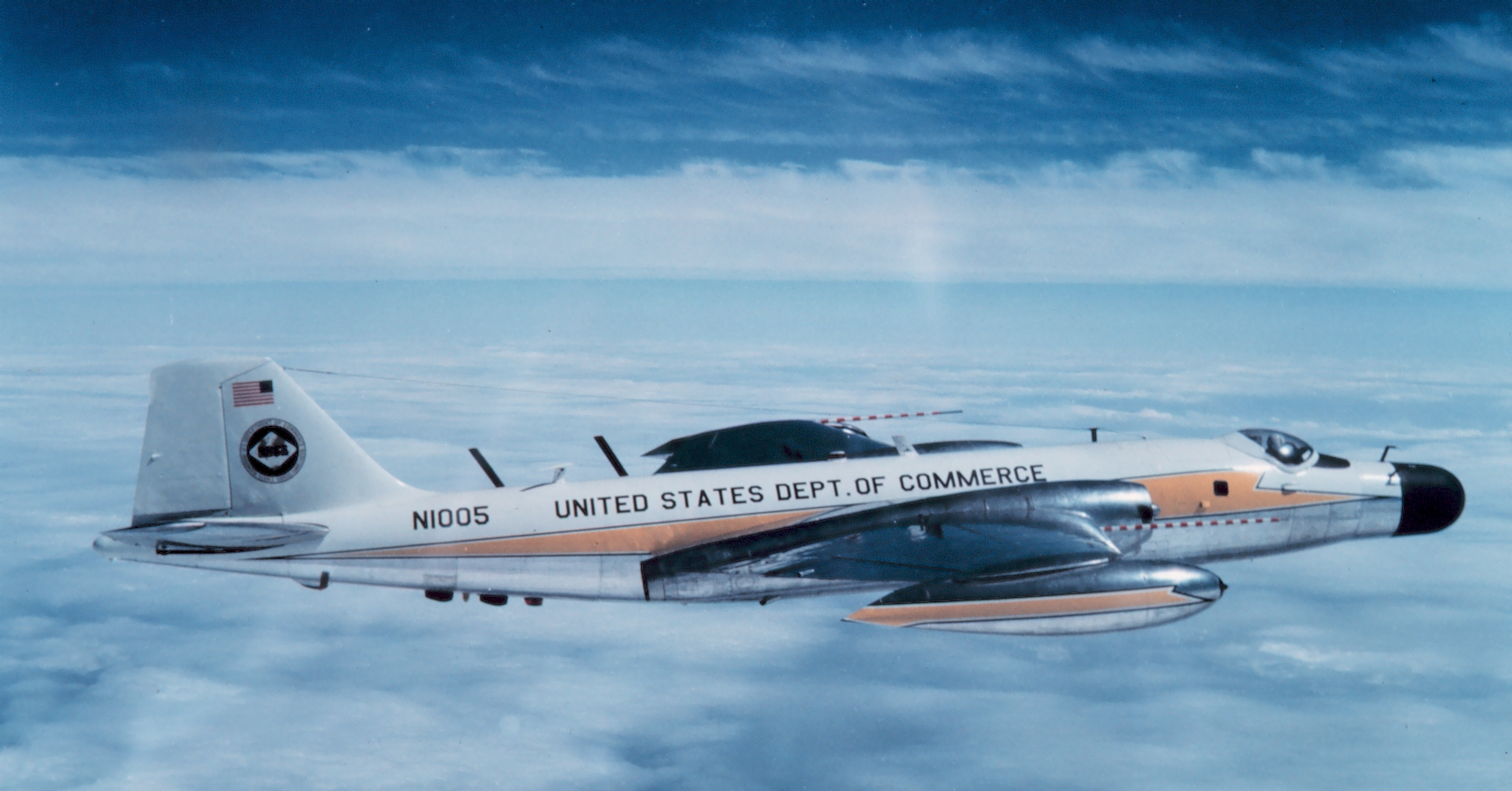
Eine B-57 des United States Department of Commerce

- Bureau of Industry and Security (BIS)
- Economics and Statistics Administration (ESA)

• Bureau of Economic Analysis (BEA)
• Bureau of the Census
- Economic Development Administration (EDA)
- International Trade Administration (ITA)
- Minority Business Development Agency (MBDA)
- National Oceanic and Atmospheric Administration (NOAA)
- National Telecommunications and Information Administration (NTIA)
- Patent and Trademark Office (PTO)
- Technology Administration (TA)

• National Institute of Standards and Technology (NIST)
• National Technical Information Service (NTIS)
• Office of Technology Policy (OTP)

## Liste der Handelsminister
| Nr. | Bild | Name                        | Amtszeit                             | unter Präsident                        |
| --- | ---- | --------------------------- | ------------------------------------ | -------------------------------------- |
| 01  |      | William Cox Redfield        | 5. März 1913–31. Oktober 1919        | Woodrow Wilson                         |
| 02  |      | Joshua Willis Alexander     | 16. Dezember 1919–4. März 1921       | Woodrow Wilson                         |
| 03  |      | Herbert Clark Hoover        | 5. März 1921–21. August 1928         | Warren G. Harding, Calvin Coolidge     |
| 04  |      | William Fairfield Whiting   | 22. August 1928–4. März 1929         | Calvin Coolidge                        |
| 05  |      | Robert Patterson Lamont     | 5. März 1929–7. August 1932          | Herbert Hoover                         |
| 06  |      | Roy Dikeman Chapin          | 8. August 1932–3. März 1933          | Herbert Hoover                         |
| 07  |      | Daniel Calhoun Roper        | 4. März 1933–23. Dezember 1938       | Franklin D. Roosevelt                  |
| 08  |      | Harry Lloyd Hopkins         | 24. Dezember 1938–18. September 1940 | Franklin D. Roosevelt                  |
| 09  |      | Jesse Holman Jones          | 19. September 1940–1. März 1945      | Franklin D. Roosevelt                  |
| 10  |      | Henry Agard Wallace         | 2. März 1945–20. September 1946      | Franklin D. Roosevelt, Harry S. Truman |
| 11  |      | William Averell Harriman    | 7. Oktober 1946–22. April 1948       | Harry S. Truman                        |
| 12  |      | Charles W. Sawyer           | 6. Mai 1948–20. Januar 1953          | Harry S. Truman                        |
| 13  |      | Charles Sinclair Weeks      | 21. Januar 1953–10. November 1958    | Dwight D. Eisenhower                   |
| -   |      | Lewis Lichtenstein Strauss  | 1958–1959 (kommissarisch)            | Dwight D. Eisenhower                   |
| 14  |      | Frederick Henry Mueller     | 10. August 1959–19. Januar 1961      | Dwight D. Eisenhower                   |
| 15  |      | Luther Hartwell Hodges      | 21. Januar 1961–15. Januar 1965      | John F. Kennedy, Lyndon B. Johnson     |
| 16  |      | John Thomas Connor          | 18. Januar 1965–31. Januar 1967      | Lyndon B. Johnson                      |
| 17  |      | Alexander Buel Trowbridge   | 14. Juni 1967–1. März 1968           | Lyndon B. Johnson                      |
| 18  |      | Cyrus Rowlett Smith         | 6. März 1968–19. Januar 1969         | Lyndon B. Johnson                      |
| 19  |      | Maurice Hubert Stans        | 21. Januar 1969–15. Februar 1972     | Richard Nixon                          |
| 20  |      | Peter George Peterson       | 29. Februar 1972–1. Februar 1973     | Richard Nixon                          |
| 21  |      | Frederick Baily Dent        | 2. Februar 1973–26. März 1975        | Richard Nixon, Gerald Ford             |
| 22  |      | Rogers Clark Ballard Morton | 1. Mai 1975–2. Februar 1976          | Gerald Ford                            |
| 23  |      | Elliot Lee Richardson       | 2. Februar 1976–20. Januar 1977      | Gerald Ford                            |
| 24  |      | Juanita Morris Kreps        | 23. Januar 1977–31. Oktober 1979     | Jimmy Carter                           |
| 25  |      | Philip Morris Klutznick     | 9. Januar 1980–19. Januar 1981       | Jimmy Carter                           |
| 26  |      | Howard Malcolm Baldrige     | 20. Januar 1981–25. Juli 1987        | Ronald Reagan                          |
| 27  |      | Calvin William Verity       | 19. Oktober 1987–30. Januar 1989     | Ronald Reagan                          |
| 28  |      | Robert Adam Mosbacher       | 31. Januar 1989–15. Januar 1992      | George Bush                            |
| 29  |      | Barbara Hackman Franklin    | 27. Februar 1992–20. Januar 1993     | George Bush                            |
| 30  |      | Ronald Harmon Brown         | 22. Januar 1993–3. April 1996        | Bill Clinton                           |
| 31  |      | Michael Kantor              | 12. April 1996–21. Januar 1997       | Bill Clinton                           |
| 32  |      | William Michael Daley       | 30. Januar 1997–19. Juli 2000        | Bill Clinton                           |
| 33  |      | Norman Yoshio Mineta        | 21. Juli 2000–19. Januar 2001        | Bill Clinton                           |
| 34  |      | Donald Louis Evans          | 20. Januar 2001–7. Februar 2005      | George W. Bush                         |
| 35  |      | Carlos Miguel Gutierrez     | 7. Februar 2005–20. Januar 2009      | George W. Bush                         |
| 36  |      | Gary Faye Locke             | 24. März 2009–1. August 2011         | Barack Obama                           |
| 37  |      | John E. Bryson              | 21. Oktober 2011–21. Juni 2012       | Barack Obama                           |
| 38  |      | Penny Sue Pritzker          | 26. Juni 2013–20. Januar 2017        | Barack Obama                           |
| 39  |      | Wilbur Louis Ross Jr.       | 28. Februar 2017–20. Januar 2021     | Donald Trump                           |
| 40  |      | Gina Raimondo               | 3. März 2021–20. Januar 2025         | Joe Biden                              |
| 41  |      | Howard Lutnick              | seit dem 19. Februar 2025            | Donald Trump                           |